# まほうをかけられた舌
『まほうをかけられた舌』は、安房直子による児童文学。1971年に岩崎書店より出版。初出は、安房自身もその同人であった同人誌「海賊」第17号（1970年7月）に掲載されている。

## あらすじ
だぶだぶの白い服に、白い帽子をかぶって、ぽつんと店のカウンターの前に座る少年。名前は洋吉。腕の良い料理人だった父親を一週間前に突然亡くし、評判のレストランを継がなくてはならなくなってしまった。しかしその実、とんでもない味音痴であった。
まずい料理しか出せない店と評判が立ち、父の仲間だった料理人やボーイたちが次々と店を辞め、ひとりぼっちで途方にくれる洋吉の前に、味の小人が突然現れた。洋吉の父から恩を受けたと名乗る小人は、口にしたものの味の成分が何から何まで分かるように、洋吉の舌に魔法をかける。
調理場の地下室から来たという小人は、父のこしらえた料理が地下室にあるから、一生懸命その味を勉強するようにと言い置き、姿を消す。しかし有頂天になっていた洋吉は、小人の助言を守らずに、次の日からたくさんのレストランへと出かけていき、他の店の味を再現することで自分の店を流行らせていく。
10年が過ぎた頃、ある晩一人の男が洋吉の店にやってきて、自分の店の料理のほうがもっと美味しいと言い置いて店を出て行こうとする。洋吉はその男の後をつけ、地下街を進んでいくが、地下街の一番奥のレストランの前で男の姿を見失ってしまう。ここに違いないとそのレストランに入り、サンドイッチを食べた洋吉は、そのあまりのおいしさにびっくりする。この味を覚えて帰ったら、自分の店もより繁盛するに違いないと気分良く帰る洋吉だったが、いざサンドイッチの味を再現しようとすると、何が入っていたのかうまく思い出せない。
もう一度地下街のレストランに行こうと出向く洋吉だったが、地下街のどこを探してもその店を見つけることができず、来る日も来る日も地下街をさまよい歩くことになる。その洋吉の前に、ふたたび謎の男が姿を見せた。洋吉が男の向かう先を急いで追いかけ、入っていった、見覚えのあるレストランの扉を開けると、そこには味の小人がひとり立っていた。
「やっと来てくれましたね。あなたの地下室へ」と笑う小人に、洋吉があたりを見回すと、そこは確かに洋吉のレストランの地下室であった。小人との約束を守らずにいた洋吉は、ずっと地下室に足を運ばなかったことを反省するが、父親の味を再現するのは、これからでも遅くはないと小人は言い残し、いつのまにか洋吉の前から姿を消していた。

## 登場人物
洋吉
腕の良い料理人だった父親が突然亡くなり、父が流行らせていたレストランを受け継ぐことになった少年。味の善し悪しがまったく分からず、おいしい料理を作ることができずに途方に暮れていたが、小人に魔法をかけてもらい、おいしい料理を作ることができるようになる。
小人
お客が来なくなり、従業員も辞めていったレストランで、困り果てた洋吉の前に突然現れる。調理場の地下からやってきたと言い、洋吉の舌に味が分かるよう、魔法をかける。
男
味の分かるようになった洋吉が流行らせていた店にやってきた男。黒いオーバーの襟を立て、帽子を目深にかぶった謎の風貌。洋吉のつくる料理よりもっとうまい料理をうちの店で作っていると言い置き、去っていく。